# Elaeagnus delavayi
Elaeagnus delavayi — вид квіткових рослин з родини маслинкових (Elaeagnaceae). Поширення: Китай (Юньнань), В'єтнам.

## Середовище
Населяє відкритий ліс або зарості на східних схилах; на висотах 1300–3100 метрів.

## Біоморфологічна характеристика
Це вічнозелений кущ. Колючки відсутні; молоді гілки з щільними іржаво-коричневими або коричневими лусками. Ніжка листка 1.2–1.5 мм, густо червоно-коричневий луската; листкова пластинка знизу сірувато-зелена, еліптична або довгасто-ланцетна, 5–8.5 × 1.6–3.3 см, бічні жилки 6–8 з кожного боку середньої жилки, ледь помітні на обох поверхнях, основа клиноподібна, край цільний, верхівка округла або тупа. Квіти часто по 5–7 у пазухах, білуваті, зовні густо сріблясто-лускаті. Квітконіжка (5)6–8(10) мм. Трубка чашечки трубчаста, слабо 4-ребриста, 6–7 мм; частки трикутні, 2.5–3 мм, всередині густо лускаті та зірчасті, верхівка загострена. Кістянка ≈ 12 × 6 мм. Цвітіння: вересень — грудень, плодіння: лютий — травень.